# Christian Scharfenberg
Karl Friedrich Christian Scharfenberg (* 7. September 1806 in Beerfelden; † 29. Mai 1853 in Michelstadt) war ein deutscher Mediziner.

## Leben
Nach dem Besuch des Gymnasiums in Wertheim und Darmstadt ging Christian Wertheim zum Studium an die Universität Gießen. Während seines Studiums wurde er im Wintersemester 1825/26 Mitglied der Alten Gießener Burschenschaft Germania. Er wurde auch Mitglied des Corps Vandalia I und später Ehrenmitglied des Corps Vandalia II. Das Studium der Medizin schloss er 1833 mit der Promotion zum Dr. med. ab. Nachdem er 1837 das Physicats-Examen abgelegt hatte, ließ er sich im Michelstadt als praktischer Arzt nieder. 1838 wurde er zum Großherzoglich Hessischen Physicats-Arzt in Michelstadt ernannt. 1839 wurde er zum Gräflich Erbach-Fürstenauischen Leibarzt berufen. Später bis zu seinem Tod war er Kreisarzt des Kreises Erbach.
1842 gründete er in Michelstadt eine Wasserheilanstalt, die Kaltwasseranstalt Michelstadt, in der er auch Weiterbildung in Wasserheilkunde betrieb. Zu seinen Schülern gehörte Carl von Mettenheimer. Die Anstalt hatte zunächst ihren Sitz in der Villa Kalkhof und wurde 1850 in das neu errichtete Gebäude in der Frankfurter Straße 3 verlegt, das seit 1972 unter dem Namen Ehemalige Kaltwasseranstalt als Stadthaus dient. Beide Gebäude gehören heute zu den Kulturdenkmälern Hessens.
Nach dem Tode des orthodoxen Rabbiners zu Michelstadt Isaac Löw Wormser im Jahre 1847 rief Scharfenberg, selbst evangelisch, als Mitglied eines Komitees zu einem Spendenaufruf zugunsten dessen Witwe und Waisen auf.

## Auszeichnungen
- Die Stadt Michelstadt ernannte Christian Scharfenberg zum Ehrenbürger.